# Kacper Pastula
Kacper Pastula, né en 2001, est un nageur français.

## Carrière
Kacper Pastula termine troisième du 100 mètres brasse des Championnats de France d'hiver de natation 2021 à Montpellier.
Aux Championnats de France de natation en petit bassin 2023 à Angers, il est sacré champion de France du 50 mètres brasse, vice-champion de France du 100 mètres brasse et termine troisième du 200 mètres brasse.